# Frank Nervik
Frank Nervik (Trondheim, 21 giugno 1934 – Trondheim, 12 gennaio 2020) è stato un calciatore norvegese, di ruolo portiere.

## Carriera

### Club
Nervik vestì le maglie di Brage e Fredrikstad.

### Nazionale
Conta una presenza per la Norvegia. Il 13 settembre 1959, infatti, fu in campo nella sconfitta per 2-4 contro la Danimarca.